# Crestline (Ohio)
Pour les articles homonymes, voir Crestline.
Crestline est un village américain situé dans les comtés de Crawford et de Richland, dans l'Ohio. Selon le recensement de 2010, sa population est de 4 630 habitants.